# Вирдум
Вирдум (њем. Wirdum) општина је у њемачкој савезној држави Доња Саксонија. Једно је од 24 општинска средишта округа Аурих. Према процјени из 2010. у општини је живјело 1.052 становника. Посједује регионалну шифру (AGS) 3452026.

## Географски и демографски подаци
Вирдум се налази у савезној држави Доња Саксонија у округу Аурих. Општина се налази на надморској висини од 0 метара. Површина општине износи 14,9 km². У самом мјесту је, према процјени из 2010. године, живјело 1.052 становника. Просјечна густина становништва износи 70 становника/km².

## Међународна сарадња
| Мјесто  | Држава               | Врста сарадње | Од    |
| ------- | -------------------- | ------------- | ----- |
| Мелкшам | Уједињено Краљевство | партнерство   | 1988. |
|         | Француска            | контакт       | 2000. |
| Извор   |                      |               |       |